# Ulice (album, Enej)
Ulice je debutové album polsko-ukrajinské hudební skupiny Enej, vydané 17. listopadu 2008 pod hudebním vydavatelstvím Czemu Nie Records. Album obsahuje 15 premiérových písní a jednu bonusovou skladbu „Kortowiada”. Z alba pochází promo singly „Ulice” a „Komu“.

## Seznam skladeb
1. „Intro”
2. „Powiedz”
3. „Ulice”
4. „Komu”
5. „Niepewność”
6. „Odpuść sobie to”
7. „Noc”
8. „Przepraszam cię za wszystko”
9. „Taki kraj”
10. „Amelia”
11. „Przeznaczenie”
12. „Żyj”
13. „Bożevilni sny”
14. „Sam na sam”
15. „Kortowiada” (bonus track)